# کاساسلا
کاساسلا دهستانی در استان آبیلای اسپانیا است.
در این دهستان ۱۴۶ نفر زندگی می‌کنند. مساحت این دهستان ۱۸٫۴۵ کیلومتر مربع است.